# Ameles arabica
Ameles arabica är en bönsyrseart som beskrevs av Boris Petrovich Uvarov 1939. Ameles arabica ingår i släktet Ameles och familjen Mantidae. Inga underarter finns listade i Catalogue of Life.